# Марина Вукасовић Меденица
Марина Вукасовић Меденица (1959), српски је костимограф.

## Биографија
Она је дипломирала и магистрирала костимографијуна Факултет примењених уметности Универзитета уметности у Београду.
Реализовала је неколикок модних колекцију за компанију „Мона”.
Поред рада на филму и у позоришту, ради костимографију за ТВ драме, рекламе и видео спотове.
Свој истраживачки рад под називом Костим на српском двору представила је у Галерији фресака, а у организацији Асоцијације студената Европе, АЕГЕЕ, у оквиру Летњег универзитета 2002. године.
Она предаје историју окстима на Академији Дел Луццо.
Остварила је неколико самосталних и низ колективних изложби у Србији и региону.
Стално је запослена у Народном позоришту у Београду.

## Награде
- Годишња награда Културно-просветне заједнице Београда „Златни беочуг”, за трајни допринос култури Београда
- Награда за најбољег костимографа ("Бела кафа") на XIX Театар фесту „Петар Кочић” у Бања Луци
- Награда Ардалион за најбољу костимографију за представу „Бела кафа” на 21. Југословенском позоришном фестивалу у Ужицу

## Дела

### Филм
- Кад сване дан”, режија Горан Паскаљевић, 2012.
- Бели лавови” режија Лазар Ристовски, 2011.
- Свети Георгије убива аждаху”, режија Срђан Драгојевић, (Годишња награда УЛУПУДС-а за костим, 2009.)
- На лепом плавом Дунаву”, режија Дарко Бајић, (Награда за костимографију на Филмском фестивалу у Стразбуру 2008.)
- Дирер” режија Ђанкарло Барбарини, 2007.
- Синовци”, режија Синиша Ковачевић, 2006.
- Маде ин YУ”, режија Мико Лазић, шведска продукција, 2005.
- Мртав ладан”, режија Милорад Милинковић, 2002.
- Виртуелна стварност”, режија Р. Ћерамилац, 2001.
- Горила се купа у подне”, режија Душан Макавејев, 1993.
- Како је пропао рокенрол”, режија З. Пезо, В. Славица, Г. Гајић, 1989.
- Тајна манастирске ракије”, режија Слободан Шијан, 1988.
- Сава Шумановић, комедија једног уметника”, режија Бранимир Димитријевић и Борис Миљковић, 1987.
- Човек са четири ноге”, режија Р. Лола Ђукић, 1984.

### Позориште
- Лажа и паралажа, (Јован Стерија Поповић), режија Југ Радивојевић, Народно позориште у Београду
- Камен за под главу, (Милица Новковић), режија Југ Радивојевић, Позориште “Зоран Радмиловић” Зајечар
- Велика драма, (Синиша Ковачевић), режија Синиша Ковачевић, Народно позориште у Београду
- Зечји насип,(Синиша Ковачевић), режија Синиша Ковачевић, Народно позориште у Београду
- Ифигенијина смрт у Аулиди, (Еурипид), режија Стеван Бодрожа, Народно позориште у Београду
- Опасне везе и Квартет” (Шодерло де Лакло, Кристофер Хемптон, Хајнер Милер), режија Стеван Бодрожа, Народно позориште у Београду
- Судија (Вилхелм Моберг), режија Тања Мандић Ригонат, Народно позориште у Београду
- Маслачак и ретард (Младен Поповић), режија Младен Поповић, Београдско драмско позориште
- Вечера будала (Франсис Вебер), режија Божидар Ђуровић, Звездара театар
- Сумњиво лице (Бранислав Нушић), режија Божидар Ђуровић, Звездара театар
- Блуз за месију (Артур Милер), режија Јагош Марковић, Београдско драмско позориште
- Краљица Кристина (Аугуст Стриндберг), режија Јагош Марковић, Драматен театар Стоцкхолм
- Представа Хамлета у селу Мрдуша Доња (Иво Брешан), режија Желимир Орешковић, Народно позориште у Београду
- Веселе жене винџорске(Вилијем Шекспир), режија Јиржи Менцл, Народно позориште у Београду
- Свадба у купатилу (Милорад Павић), режија Саша Габрић, Позориште на Теразијама
- Женски оркестар (Жан Ануј), режија Саша Габрић, Позориште на Теразијама
- Витамини (Вера Јон), режија Филип Гринвалд, Народно позориште у Београду
- Мирис кише на Балкану (Гордана Куић), режија Ана Радивојевић, Опера и театар "Мадленианум"
- Генерална проба самоубиства (Душан Ковачевић), режија Душан Ковачевић, Звездара театар
- Покојник (Бранислав Нушић), режија Егон Савин, Народно позористе у Београду (Јоакимова награда, "Јоаким Фест", Крагујевац, 2010.
- Јавна личност (Небојша Ромчевић), режија Дарко Бајић, Звездара театар
- Живот у тесним ципелама (Душан Ковачевић), режија Душан Ковачевић, Звездара театар
- Неспоразум (Албер Ками), режија Вељко Мићуновић, Народно позориште у Београду
- Кумови (Душан Ковачевић), режија Душан Ковачевић, Звездара театар
- Хенри Шести, (Вилијем Шекспир), режија Никита Миливојевић, Народно позориште у Београду, премијера 11. мај 2012, Глоб Тхеатре, Лондон.

### Опере и мјузикл
- Дон Пасквале(Гаетано Доницети), режија Саша Габрић, Народно позориште у Београду
- Лучија од Ламермура (Гаетано Доницети), режија Јохн Рамстер, Народно позориште у Београду
- Заљубљен у три наранџе(Сергеј Прокофјев), режија Јиржи Менцл, Народно позориште у Београду, (Годишња награда Народног позоришта за 2011. годину, за ауторски рад)
- Продуценти (Мел Брукс), режија Југ Радивојевић, Позориште на Теразијама